# 世界圖書之都

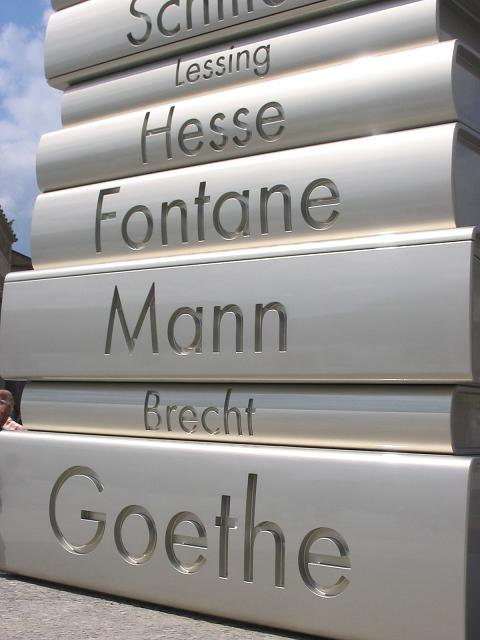

世界圖書之都（英語：World Book Capital）每年由聯合國教科文組織與國際出版商聯合會（International Publishers Association , IPA）、國際書商聯合會（IBF）和國際圖書館協會和機構聯合會（IFLA）共同評選而出。

## 起源
2000年，受世界图书与版权日启发，世界书都项目启动。每年有一座获选城市以世界书都之名庆祝和传扬人类的图书事业，开幕于当年的4月23日，结束于翌年的4月23日。

## 歷年世界圖書之都
- 2001年： 西班牙馬德里
- 2002年： 埃及亞歷山卓
- 2003年： 印度新德里
- 2004年： 比利时安特衛普
- 2005年： 加拿大蒙特利爾[1]
- 2006年： 義大利都灵[2]
- 2007年： 哥伦比亚波哥大[3]
- 2008年： 荷蘭阿姆斯特丹[4]
- 2009年： 黎巴嫩貝魯特[5]
- 2010年： 斯洛維尼亞盧布爾雅那[6]
- 2011年： 阿根廷 布宜諾斯艾利斯[7]
- 2012年： 亞美尼亞葉里溫[8]
- 2013年： 泰國曼谷[9]
- 2014年： 奈及利亞哈科特港[10]
- 2015年： 仁川廣域市[11]
- 2016年： 波蘭弗罗茨瓦夫[12]
- 2017年： 几内亚科納克里[13]
- 2018年： 希腊雅典[14]
- 2019年： 阿联酋 沙迦[15]
- 2020年： 马来西亚 吉隆坡[16]
- 2021年：  第比利斯
- 2022年： 墨西哥 瓜达拉哈拉
- 2023年:   阿克拉
- 2024年： 法國 斯特拉斯堡
- 2025年： 巴西 里約熱內盧